# Bridget Boland
Bridget Mary Boland (* 13. März 1913 in London; † 19. Januar 1988 in Surrey) war eine britische Drehbuchautorin und Dramatikerin.

## Leben
Roland war eine von fünf Töchtern des irischen Politikers John Pius Boland, der als Tennisspieler 1896 die ersten beiden Goldmedaillen gewann. Ihre Schwester Honor Crowley war eine bekannte irische Politikerin. Bridget Roland genoss ihre Ausbildung an der Privatschule Convent of Sacred Herat in Roehampton und studierte anschließend an der University of Oxford. Während des Zweiten Weltkriegs diente sie im Auxiliary Territorial Service. Dort schrieb und organisierte sie verschiedene Theaterstücke, die zur Unterhaltung der Truppe dienten.
Anschließend schrieb sie mehrere Theaterstücke, drei Romane sowie mehrere Drehbücher. Für ihr Skript zu Königin für tausend Tage wurde sie zusammen mit ihren Coautoren John Hale und Richard Sokolove für den Oscar nominiert und gewann darüber hinaus den Golden Globe Award.

## Filmografie
- 1940: Laugh It Off
- 1940: Gaslicht (Gaslight)
- 1941: Freedom Radio
- 1941: Our Heritage (This England)
- 1953: The Fake
- 1955: Der Gefangene (The Prisoner)
- 1956: Krieg und Frieden (War and Peace)
- 1969: Königin für tausend Tage (Anne of the Thousand Days)

## Theaterstücke
- 1948: The Arabian Nights
- 1948: Cockpit
- 1950: The Damascus Blade
- 1952: The Return (auch: Journey to the Earth)
- 1954: The Prisoner
  - Der Gefangene. Luzern: Rex Verlag 1958.
- 1961: Gordon
- 1963: The Zodiac in the Establishment
- 1965: A Juan by Degrees

## Romane
- The Wild Geese, 1938
  - Die Wildgänse. Leipzig: Insel Verlag 1938.
- Portrait of a Lady in Love, 1942
- Caterina, 1975